# Elizabeth (Virginie-Occidentale)
Pour les articles homonymes, voir Élisabeth.
La ville d’Elizabeth est le siège du comté de Wirt, situé dans l’État de Virginie-Occidentale, aux États-Unis. Sa population s’élevait à 823 habitants lors du recensement de 2010, estimée à 833 habitants en 2018.

## Histoire
Fondée en 1796 par William Beauchamp, la ville s'appelle d'abord Beauchamp's Mills. Elle prend le nom d'Elizabeth en 1817, en l'honneur de la femme de David Beauchamp.